# Зайдль, Зигфрид
Зигфрид Зайдль (нем. Siegfried Seidl; 24 августа 1911, Тульн, Австро-Венгрия — 4 февраля 1947, Вена, Австрия) — австрийский гауптштурмфюрер СС и комендант концлагеря Терезиенштадт.

## Биография
Зигфрид Зайдль родился 24 августа 1911 года в семье парикмахера. Его отец пропал без вести во время Первой мировой войны. После окончания школы изучал право. Несколько семестров спустя он бросил учёбу и затем перебивался случайными заработками. С 1935 по 1938 год изучал в университете Вены немецкий язык и историю. В 1941 году получил докторскую степень по философии в венском университете, которой он был лишён в 1947 году. 
15 октября 1930 года вступил в НСДАП (билет № 300738), а 28 сентября 1931 года — в Штурмовые отряды (СА). 28 мая 1932 года перешёл из СА в ряды СС (№ 46106). В звании обершарфюрера СС состоял в 11-м штандарте СС. После Аншлюса Австрии Зайдль служил в качестве представителя СС по социальному обеспечению, а потом был адъютантом в штурмбанне СС. С 1938 по 1939 занимал руководящую должность в охране авиамоторного завода Austro-Fiat в Флоридсдорфе. 
После начала Второй мировой войны в декабре 1939 года был призван на службу в полицию и, согласно его собственному заявлению, некоторое время являлся инспектором полиции безопасности в Вене. С января 1940 года служил в Главном управлении имперской безопасности (РСХА) в отделе IV B4, подчинённому Адольфу Эйхману. Затем был откомандирован в лейтабшнит СД в Позене. С января 1940 года в качестве сотрудника иммиграционного ведомства в Лодзи участвовал в депортации поляков и евреев. В 1941 году работал в бюро по рассмотрению заявлений в Марбурге.
В октябре 1941 года РСХА поручило оберштурмфюреру Зайдлю построить концлагерь Терезиенштадт. С ноября 1941 по июль 1943 года был комендантом этого лагеря. На этой должности он был ответственным за жестокое обращение и убийства тысяч людей. В 1942 году был повышен до звания гауптштурмфюрера СС. После того как он покинул Терезиенштадт, с 6 июля 1943 года служил в качестве начальника гестапо в так называемом «лагере для пребывания» Берген-Бельзена, где в частности был ответственным за содержание интернированных там заключенных из нейтральных и союзнических стран.
Оттуда он был отправлен в концлагерь Маутхаузен для подготовки к депортациям венгерских евреев. В марте 1944 года он прибыл вместе с командой Эйхмана в Будапешт, а затем в различных местах в Венгрии занимался «захватом евреев» и конфискацией их собственности. Зайдль контролировал депортацию около 40 000 евреев, заключенных в гетто, из города Надьварад и его окрестностях. С лета 1944 по апрель 1945 года в качестве заместителя айнзацкоманды СС особого назначения осуществлял контроль над возведёнными в Нижней Австрии и Вене лагерями принудительных работ, предназначенных для венгерских евреев. 
После войны Зайдль скрылся в Вене, жил под чужим именем и 30 июля 1945 года был арестован. Его экстрадиция в Чехословакию была отклонена. С 26 сентября по 3 октября 1946 года в народном суде Вены против него проходил судебный процесс. Зайдль, который сначала не пожелал давать показания, а затем сослался на исполнение приказов, был приговорён к смертной казни. 4 февраля 1947 года приговор был приведён в исполнение.